# Leopold Šrámek

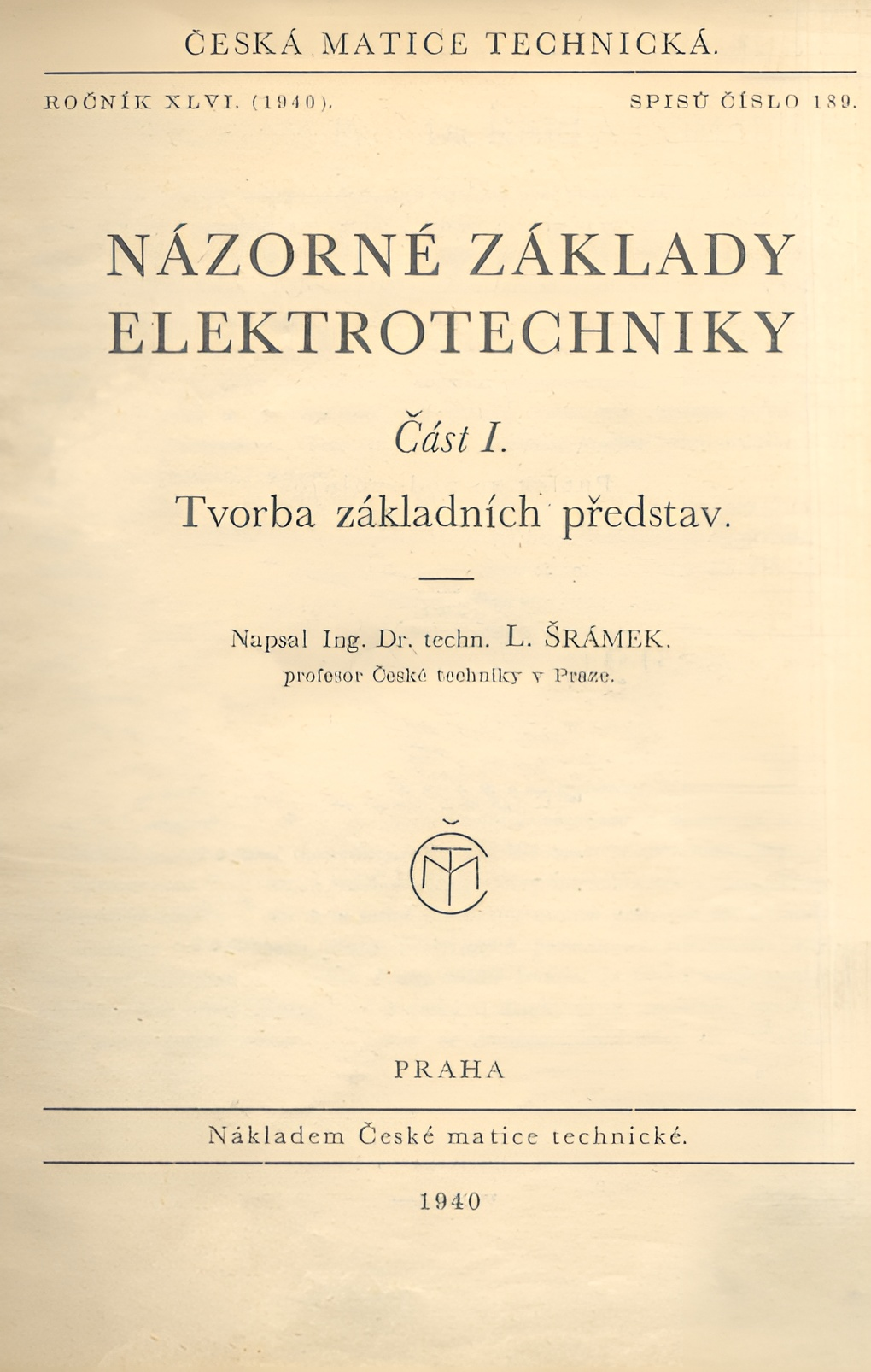
Titulní stránka jeho příručky elektrotechniky vydané v roce 1940

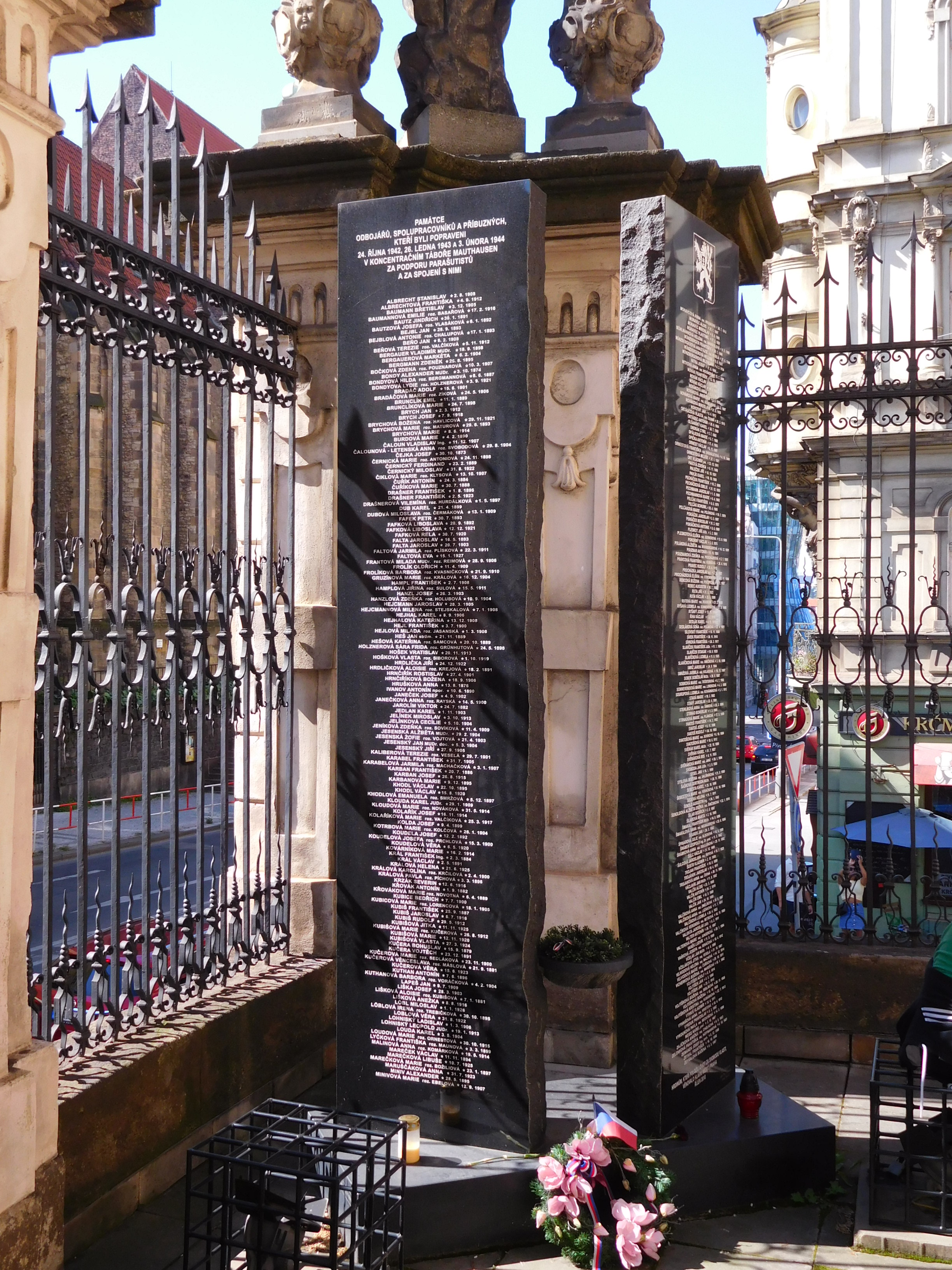
Pomník odbojářům popraveným a umučeným v souvislostí s operací Anthropoid (Resslova ulice)

Leopold Šrámek (11. května 1882 Vrbátky – 24. října 1942 koncentrační tábor Mauthausen) byl profesorem obecné elektrotechniky, za protektorátu byl bývalým děkanem Českého vysokého učení technického v Praze (ČVUT). Spolu se svojí manželkou Annou Šrámkovou pomáhal v domácím protiněmeckém odboji. Oba manželé Šrámkovi se zapojili do řad podporovatelů a pomocníků parašutistů z Velké Británie.

## Život

### Rodinné poměry, kariéra
Leopold Šrámek se narodil 11. května 1882 ve Vrbátkách do rodiny Josefa Šrámka a Anny Šrámkové, rozené Kučerové. V roce 1903, před svým nástupem do rakousko–uherské armády, žil v Praze na Královských Vinohradech ve Vocelově ulici číslo popisné 11/III. V roce 1914 byl přihlášen k pobytu v ulici Koubkova 570/12 na Královských Vinohradech. Jeho manželkou se stala Anna Dolejšková a krátce po svatbě bydlel Leopold Šrámek na Vinohradech v Čelakovského ulici číslo popisné 829/2. Jeho manželka Anna Šrámková (1902–1942) byla členkou Masarykovy ligy proti tuberkulóze v Praze a vykonávala funkci předsedkyně Krajského poradního sboru dobrovolných sester Československého červeného kříže (ČČK). Za protektorátu žili manželé Šrámkovi v Drtinově ulici 343/18 na Smíchově.
Leopold Šrámek zastával kdysi funkci děkana Českého vysokého učení technického v Praze (ČVUT), publikoval odborné články z oblasti elektrotechniky, byl autorem vysokoškolské učebnice a skript s návody pro praktická laboratorní cvičení z elektrotechniky, která byla určena posluchačům strojního–inženýrství a elektro–inženýrství ČVUT. V roce 1940 vyšla jeho nejrozsáhlejší (téměř 400set stránková) publikace Názorné základy elektrotechniky. Část I, Tvorba základních představ.

### Odbojová činnost
V roce 1942 se manželé Šrámkovi zapojili do řad podporovatelů a pomocníků parašutistů, pro které sháněli ubytování, pomáhali zajišťovat další potřebné související služby a v rámci této pomoci se zabývali též přípravami na únik parašutistů z Prahy.

#### Zatčení
Večer v den, kdy se odehrál boj parašutistů v kostele v Resslově ulici (18. června 1942) se Anna Šrámková rozhodla zjistit situaci a vydala se do Biskupcovy ulice, kde byla zatčena tam hlídkujícím gestapem při vstupu do bytu odbojáře Jana Zelenky-Hajského (bydlel v Biskupcově ulici 1837/4, při zatýkání 17. června 1942 pozřel obsah ampulky s cyankáli). Leopold Šrámek byl zatčen o tři dny později (21. června 1942) „horlivým komisařem“ – brutalitou obdařeným kriminálním inspektorem Oskarem Fleischerem z III. oddělení, referátu III A pražského gestapa, kterému se přezdívalo „Řezník“.

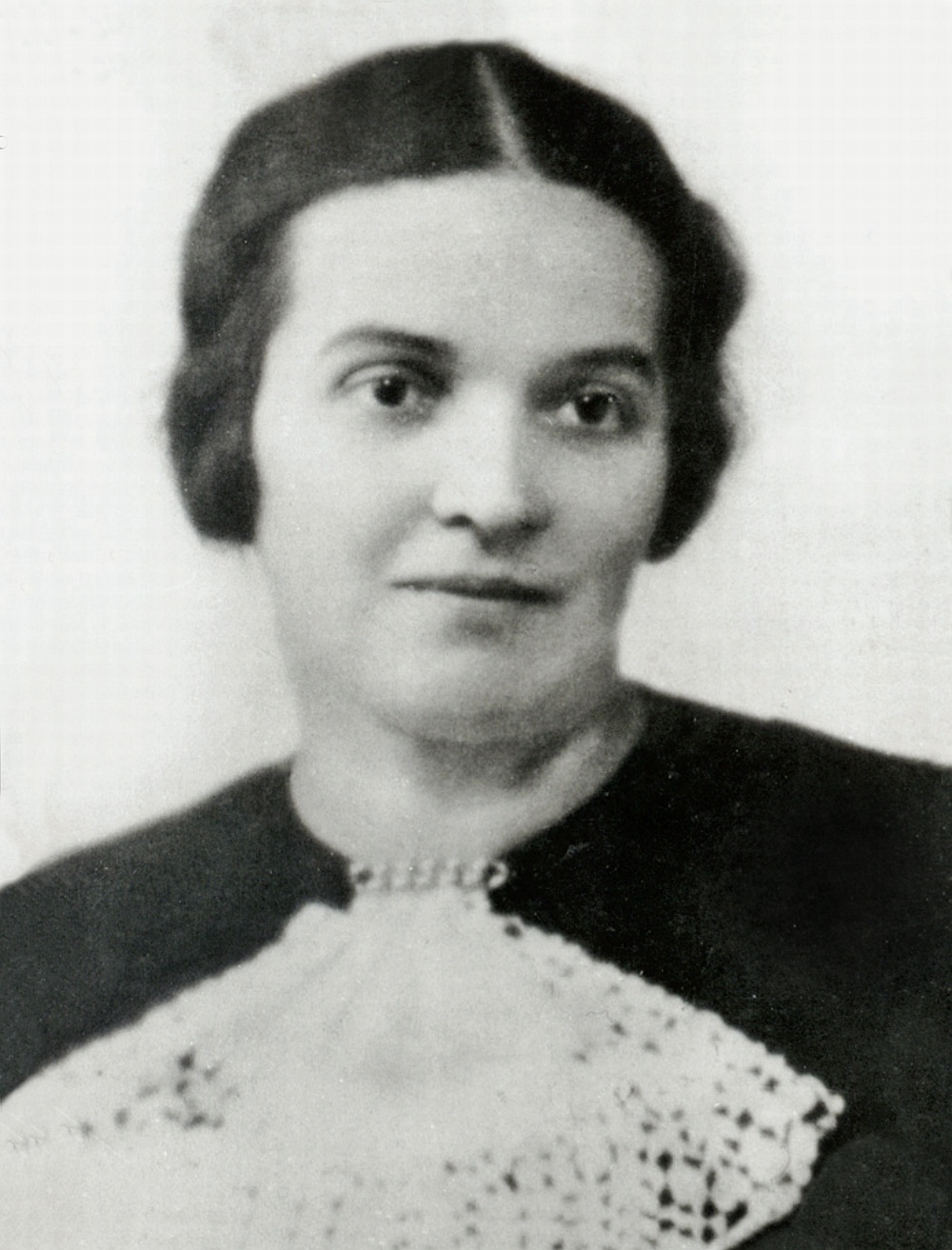
Anna Šrámková, rozená Dolejšková (1902–1942)
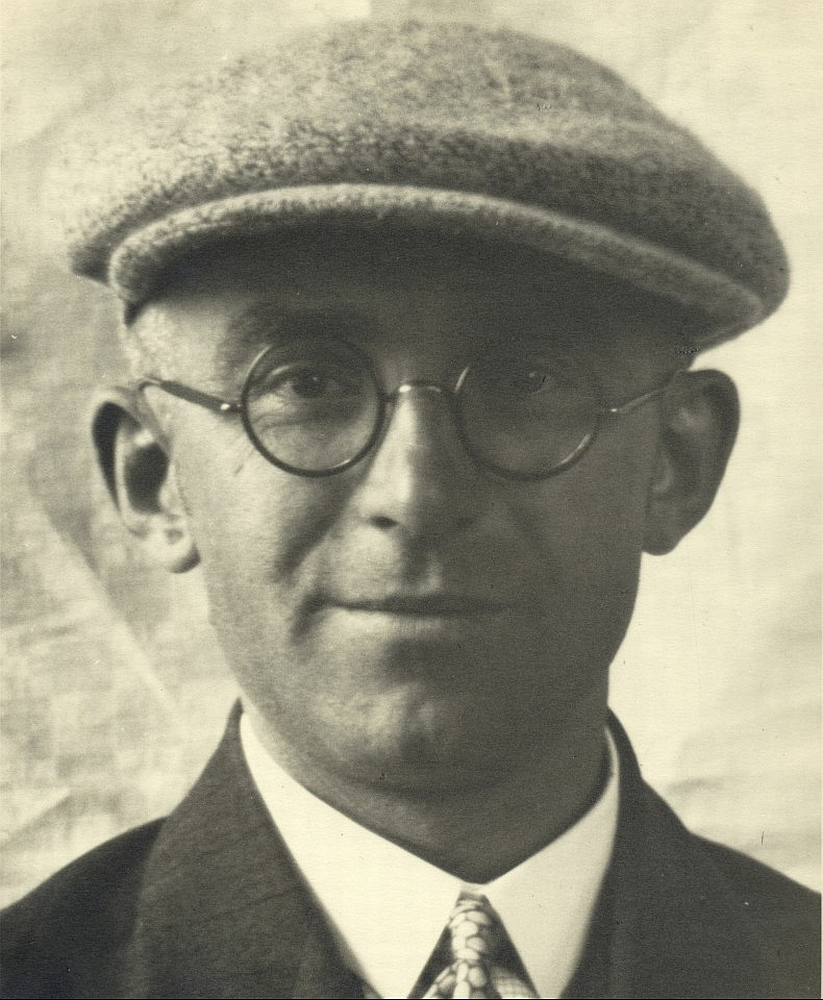
Jan Zelenka-Hajský
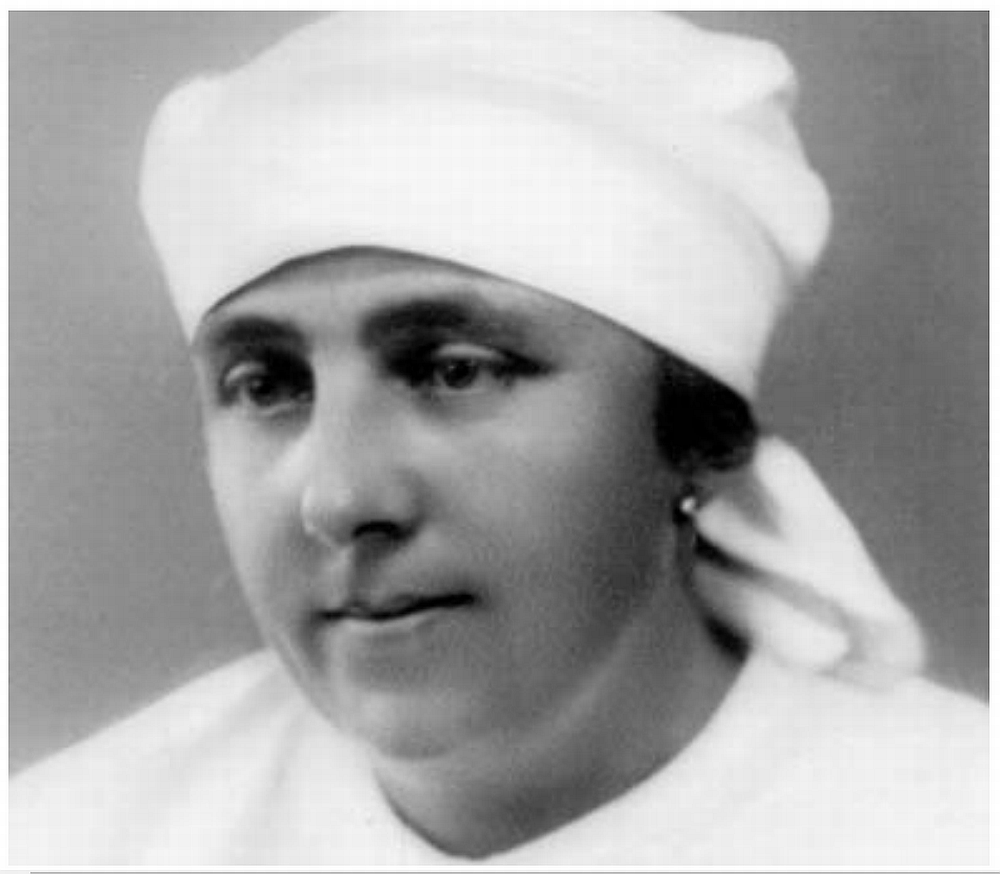
Marie Moravcová

#### Věznění, ...
Oba manželé Šrámkovi byli vězněni na pražském Pankráci. Německý stanný soud v Praze je odsoudil v nepřítomnosti k trestu smrti. Následně byli přemístěni do policejní věznice v Malé pevnosti Terezín a odtud pak byli hromadným transportem s ostatními pomocníky (podporovateli) a příbuznými parašutistů deportováni 22. října 1942 do koncentračního tábora Mauthausen. Tam transport dorazil 23. října 1942 a následujícího dne (24. října 1942) byla Anna Šrámková v 10.20 hodin zavražděna střelou z malorážní pistole do týla v odstřelovacím koutě mauthausenského „bunkru“ při fiktivní lékařské prohlídce. Její manžel Leopold Šrámek byl usmrcen na stejném místě a identickým způsobem téhož dne ve 14.24 hodin.

## Publikační činnost
- ŠRÁMEK, Leopold. Elektromechanický derivátor, jeho teorie a použití. Praha: Nákladem časopisu Elektrotechnický obzor, 1924; 44 stran.
- ŠRÁMEK, Leopold. Názorné základy elektrotechniky. Část I, Tvorba základních představ. Praha: Česká matice technická, 1940; XVI, 392 stran. Česká matice technická. Ročník XLVI. 1940; spisů číslo 189.[18]
- ŠRÁMEK, Leopold. Elektrotechnika obecná: Přednášky pro posluchače strojního inženýrství. 1. vydání. V Praze: Publikační odbor Spolku posluchačů a absolventů strojního a elektrotechnického inženýrství, vyšlo posmrtně v roce 1946; 269 stran; Knihovna SPA SEI; Spis číslo 55.

## Připomínka
- Jeho jméno (Šrámek Leopold Ing.Dr.prof. *11.5.1882) i jméno jeho manželky (Šrámková Anna roz. Dolejšková *25.11.1902) jsou uvedena na pomníku při pravoslavném chrámu svatého Cyrila a Metoděje (adresa: Praha 2, Resslova 9a). Pomník byl odhalen 26. ledna 2011 a je součástí Národního památníku obětí heydrichiády.[1][2][19]

Profesora Felbera následoval ing. dr. Leopold Šrámek, profesor obecné elektrotechniky, který byl zatčen 17. června 1942 pro účast na ukrývání útočníků na Heydricha, odsouzen k smrti a popraven zastřelením spolu se svou chotí v Mauthausenu 24. října 1942 ve věku 60 let.
 , Poválečný odborný tisk (ČPMF) o Leopoldu Šrámkovi,